# Soul Survivor II
Pour les articles homonymes, voir Soul Survivor (homonymie).
Albums de Pete Rock
Lost & Found: Hip Hop Underground Soul Classics
(2003) The Surviving Elements: From Soul Survivor II Sessions
(2005)
Singles
1. It's a Love Thing
Sortie : 2004
2. Warzone
Sortie : 2004

Soul Survivor II est le troisième album studio de Pete Rock, sorti le 11 mai 2004.
De nombreux artistes du hip-hop ont participé à cet album parmi lesquels Pharoahe Monch, Little Brother, Skillz, RZA, GZA, Talib Kweli, dead prez, Slum Village, Jay Dee ou encore son ancien acolyte C.L. Smooth.
La pochette est un hommage au disque de Miles Davis, Tutu, qui est un portrait de l'artiste en noir et blanc.
Soul Survivor II s'est classé 9e au Top Independent Albums, 27e au Top R&B/Hip-Hop Albums et 39e au Billboard 200.

## Liste des titres
| No  | Titre                                                 | Contient un (des) sample(s) de                                                                                               | Durée |
| --- | ----------------------------------------------------- | --- | ----- |
| 1.  | Truth Is (featuring Black Ice)                        | Girl You Move Me de Cane and Able                                                                                            | 3:07  |
| 2.  | We Good (featuring Kardinal Offishall)                | Mango Meat de Mandrill | 4:15  |
| 3.  | Just Do It (featuring Pharoahe Monch)                 | After the Dance (Instrumental) de Marvin Gaye                                                                                | 4:33  |
| 4.  | Give It to Ya (featuring Little Brother)              | The Makings of You de Gladys Knight & the Pips Running de Baby Huey I Believe in You des Moments                             | 4:48  |
| 5.  | It's the Postaboy (featuring Postaboy)                | E.V.A. de Jean-Jacques Perrey                                                                                                | 4:16  |
| 6.  | It's a Love Thing (featuring C.L. Smooth et Denosh)   | Try Love Again des Natural Four                                                                                              | 4:50  |
| 7.  | One Mc One DJ (featuring Skillz)                      | Gotta Get Away de Flaming Ember Honky Tonk Popcorn de Bill Doggett                                                           | 3:52  |
| 8.  | Beef (featuring Krumbsnatcha)                         | The Stunt Man – Main Theme de Dominic Frontiere Where Do I Go From Here (Sonny Carson's Theme) de Coleridge-Taylor Perkinson | 4:23  |
| 9.  | No Tears (featuring Leela James)                      | The Junkies de Coleridge-Taylor Perkinson featuring Leon Ware                                                                | 3:45  |
| 10. | Head Rush (featuring GZA et RZA)                      | What Happened to the Real Me de Mavis Staples                                                                                | 2:07  |
| 11. | Fly Till I Die (featuring C.L. Smooth et Talib Kweli) | | 4:17  |
| 12. | Warzone (featuring dead prez)                         | The Incredible Hulk: Main Title - Version #1 de Joe Harnell Discotheque Soul Pt 2 de Ricky Williams                          | 3:58  |
| 13. | Da Villa (featuring Slum Village)                     | Holding on to a Dying Love d'Otis Clay                                                                                       | 5:06  |
| 14. | Niggaz Know (featuring J Dilla)                       | Heartbeat de War | 2:18  |
| 15. | Appreciate (featuring C.L. Smooth)                    | 2-4-6-8 des Jackson 5 | 4:33  |